# ASKÖ Pasching
L'ASKÖ Pasching fu una società calcistica di Pasching, in Austria, esistita dal 1946 al 2007. Nel 2002 è stata rinominata SV PlusCity Pasching e dal 2003 al 2007 FC Superfund in entrambi i casi per ragioni di sponsorizzazione.
Nell'estate del 2007 la società fu trasferita a Klagenfurt dall'ex-presidente Franz Grad andando a formare una nuova società denominata Sportklub Austria Kärnten, esistita fino al 2010. Questo trasferimento causo la nascita di un altro club in città, il FC Pasching, che nel 2013 vinse la ÖFB-Cup partendo dalla terza divisione.

## Storia

### 1946-2000: le serie minori
Il 15 giugno 1946, nel corso di una riunione al Gasthof Emhofer, alcuni sportivi fondarono l'ATSV Pasching, con colori sociali nero-verdi. Il club assunse la denominazione di Arbeitsgemeinschaft für Sport und Körperkultur in Österreich Pasching solo nel 1986. Fino agli anni novanta i neroverdi avevano militato solo nelle categorie minori del calcio regionale, nel 1990-1991 furono promossi in Bezirksliga e, nel 1992-1993, raggiunsero la 2. Landesliga, all'epoca quarta divisione nazionale. Nel 1993-1994 il campionato fu riformato, e la 2. Landesliga divenne il quinto livello, ma già nel 1997-1998 il Pasching ottenne la promozione in 1. Landesliga, il massimo torneo organizzato dalla Oberösterreichischer Fußballverband e l'anno seguente approdò addirittura in Regionalliga, la terza serie.
La scalata era stata vertiginosa, ma non finì qui. Nel 1999-2000 il club arrivò fino alle semifinali di ÖFB-Cup, superando squadre del calibro di Tirol Innsbruck e Sturm Graz (rispettivamente campione e vicecampione d'Austria in quella stagione).
Artefice di questa impresa fu in buona parte l'allenatore Georg Zellhofer, al club dal 1996 al 2005.

### 2000-2007: il Pasching ai vertici nazionali
Nel 2000-2001 i neroverdi conquistano il titolo di Regionalliga Mitte, precedendo di cinque punti il Kapfenberg e salgono per la prima volta tra i professionisti, in Erste Liga. All'esordio (2001-2002) il Pasching raggiunge il massimo risultato, vincendo il campionato dopo un lungo duello con l'Austria Lustenau e raggiungendo, con due promozioni consecutive, la Bundesliga.
Qui, all'esordio nella massima serie nel 2002-2003, dopo aver a lungo occupato la seconda piazza, il Pasching conclude al 5º posto, qualificandosi così per la Coppa Intertoto del 2003. Superando WIT Georgia, Pobeda Prilep e Tobol arriva alle semifinali contro il Werder Brema, sconfitto all'andata in Austria (4-0) e bloccato 1-1 al Weserstadion. Giunto in finale, di fronte ad un'altra squadra tedesca, lo Schalke 04, l'avventura del club neroverde si arrestò, con una sconfitta in casa (0-2) e un pareggio fuori (0-0), ma l'impresa rimase una delle più grandi prestazioni del calcio austriaco in Europa fino a quel momento.
Alla fine della stagione 2003-2004 il club si è qualificato per la prima volta alla Coppa UEFA, dove ha fornito un'ulteriore prova di sé sconfiggendo per 3-1 nell'andata del secondo turno preliminare lo Zenit San Pietroburgo, anche se poi a passare il turno furono i russi. Nella stagione successiva è giunto nuovamente al 3º posto in campionato. Dopo la partenza di Zellhofer, passato al Rapid Vienna nell'estate del 2005, sulla panchina del club fu chiamato Dietmar Constantini. Nel 2006 il club sottoscrisse un accordo di sponsorizzazione con l'emittente televisiva privata ATV.
Dopo Constantini arrivo Milan Đuričić e il Pasching conquistò un'altra qualificazione alla Coppa UEFA, dove incontrò anche il Livorno. Ma la storia della piccola società della Bassa Austria era ormai giunta al termine: dopo la stagione 2006-2007 il club fu trasferito a Klagenfurt e gli venne conferita un'identità totalmente nuova.

## Palmarès

### Competizioni nazionali
- Campionato di Regionalliga: 1

2000-2001
- Campionato di Erste Liga: 1

2001-2002

### Altri piazzamenti
- Campionato austriaco:

Terzo posto: 2003-2004, 2005-2006
- Coppa Intertoto UEFA:

Finalista: 2003